# Massimo Trevisan
Massimo Trevisan (Cinisello Balsamo, 20 gennaio 1968) è un ex nuotatore italiano.

## Carriera
Specializzato nello stile libero, ha esordito con la nazionale maggiore ai campionati mondiali di Madrid dove si è fermato in batteria nelle gare individuali ma è arrivato a nuotare la finale con la 4×200 m, arrivando ottavo con Giorgio Lamberti, Giovanni Franceschi e Fabrizio Rampazzo. L'anno dopo ha nuotato agli europei di Strasburgo di agosto in cui è stato ancora finalista nei 200 m (ottavo) e con la 4×200 m (sesto), e un mese dopo ai Giochi del Mediterraneo di Latakia ha vinto quattro medaglie: argento nei 200 e 400 m stile libero e medaglia d'oro nella 4×200 m e nella 4×100 m mista.
Sempre come staffettista è stato convocato nel 1988 ai Giochi Olimpici di Seul: la 4×200 m è entrata in finale ed è arrivata quinta con Roberto Gleria, Giorgio Lamberti e Valerio Giambalvo migliorando il primato italiano stabilito nella batteria di quasi sei secondi. Nel 1989 ha vinto ai campionati italiani primaverili i 400 m e si è ripetuto agli estivi, dove ha vinto tre titoli; tornato agli europei in agosto a Bonn è stato finalista B nei 400 m stile libero e con la staffetta 4×200 m ha ottenuto il suo più grande successo vincendo la medaglia d'oro con Roberto Gleria, Giorgio Lamberti e Stefano Battistelli.
Anche il 1990 è stato un anno positivo: ha vinto cinque volte camplessivamente ai campionati nazionali e due ori in nazionale nella Coppa Latina disputata in Messico. Poco tempo prima dei mondiali di Perth del 1991 ha dovuto interrompere la carriera per un'aritmia cardiaca. Tornato nel 1992, ha vinto sette titoli italiani e si è qualificato per i Giochi oli mpici di Barcellona, dove ha nuotato in finale B nei 200 m stile libero, è stato eliminato in batteria nei 400 m e nelle staffette 4×100 m stile libero e mista ed è stato finalista con la 4×200 m, quinto con Gleria, Lamberti e Battistelli.
Nel 1993 ha vinto per la terza volta di seguito 100, 200 e 400 m stile libero ai campionati italiani; è stato due volte finalista agli europei di Sheffield, sesto nei 200 m e quarto con la 4×200 m; convocato anche ai campionati mondiali di roma del 1994 ha nuotato con la 4×200 m la sua seconda finale mondiale arrivando sesto con Piermaria Siciliano, Emanuele Idini e Alessandro Berti. Il suo ultimo anno di carriera è stato il 1995, in cui ha vinto ancora tre titoli italiani in staffetta.
Massimo Trevisan è stato seguito dal 1977 al 1994 dal tecnico Roberto Del Bianco, tecnico federale, oggi dirigente della Federazione Italiana Nuoto

## Palmarès
| Giochi olimpici            | 200 m st. libero       | 400 m st. libero        | 4×100 m st. libero            | 4×200 m st. libero             | 4×100 m mista                  |
| 1988 Seoul Corea del Sud   | ---                    | ---                     | ---                           | 5º - 7'16"00 frazione: 1'49"66 | ---                            |
| 1992 Barcellona Spagna     | 4º in finale B 1'49"85 | 19º in batteria 3'56"35 | 10º - 3'23"43 frazione: 50"06 | 5º - 7'18"10 frazione: 1'47"97 | 11º - 3'44"30 frazione: 49"43  |
| Campionati del mondo       | 100 m st. libero       | 200 m st. libero        | 400 m st. libero              | 4×100 m st. libero             | 4×200 m st. libero             |
| 1986 Madrid Spagna         | ---                    | 25º in batteria 1'52"71 | 29º in batteria 4'06"26       | ---                            | 8º - 7'33"44 frazione: 1'54"67 |
| 1994 Roma Italia           | 39º in batteria 52"39  | 19º in batteria 1'51"60 | ---                           | ---                            | 6º - 7'22"06 frazione: 1'49"08 |
| Campionati europei         | 200 m st. libero       | 400 m st. libero        | ---                           | 4×200 m st. libero             | ---                            |
| 1987 Strasburgo Francia    | 8º 1'51"96             | ---                     | ---                           | 6º - 7'27"33 :                 | ---                            |
| 1989 Bonn Germania Ovest   | ---                    | 2º in finale B 3'55"57  | ---                           | Oro: 7'15"39 frazione: 1'50"13 | ---                            |
| 1993 Sheffield Regno Unito | 6º 1'50"07             | 1º in finale B 3'53"71  | ---                           | 4º - 7'20"49 :                 | ---                            |
| Giochi del Mediterraneo    | 200 m st. libero       | 400 m st. libero        | ---                           | 4×200 m st. libero             | 4×100 m mista                  |
| 1987 Latakia Siria         | Argento 1'53"71        | Argento 3'58"35         | ---                           | Oro: 7'35"90 :                 | Oro: 3'44"60 :                 |

### Altri risultati
Coppa latina (vengono elencate solo le gare individuali)
- 1989, Nizza: 400 m stile libero: oro, 3'53"53
- 1990, La Paz: 400 m stile libero: oro, 3'51"93

1500 m stile libero: oro, 15"37"82

### Campionati italiani
15 titoli individuali e 10 in staffette, così ripartiti:
- 4 nei 100 m stile libero
- 3 nei 200 m stile libero
- 7 nei 400 m stile libero
- 1 nei 1500 m stile libero
- 2 nella staffetta 4×100 m stile libero
- 2 nella staffetta 4×200 m stile libero
- 6 nella staffetta 4×100 m mista

| Anno | Edizione    | st.libero 100 m | st.libero 200 m | st.libero 400 m | st.libero 1500 m | st.libero 4×100 m | st.libero 4×200 m | mista 4×100 m |
| ---- | ----------- | --------------- | --------------- | --------------- | ---------------- | ----------------- | ----------------- | ------------- |
| 1986 | Estivi      | -               | 2               | -               | -                | -                 | -                 | -             |
| 1987 | Primaverili | -               | 2               | 3               | 3                | -                 | -                 | -             |
| 1987 | Estivi      | -               | 3               | 3               | 2                | -                 | -                 | -             |
| 1988 | Primaverili | -               | 3               | 2               | -                | -                 | -                 | -             |
| 1988 | Estivi      | -               | 2               | 2               | -                | -                 | -                 | -             |
| 1989 | Primaverili | -               | 2               | 1               | -                | 3                 | 3                 | 2             |
| 1989 | Estivi      | 1               | 2               | 1               | 2                | 3                 | 2                 | 1             |
| 1990 | Primaverili | -               | 2               | 1               | 1                | 2                 | 1                 | -             |
| 1990 | Estivi      | -               | 2               | 1               | -                | 2                 | 1                 | 3             |
| 1992 | Primaverili | 1               | 1               | 1               | -                | 3                 | 2                 | 3             |
| 1992 | Estivi      | 1               | 1               | 1               | -                | -                 | 2                 | 1             |
| 1993 | Primaverili | 1               | 1               | 1               | -                | 2                 | 2                 | 1             |
| 1994 | Estivi      | 2               | 3               | -               | -                | 1                 | 2                 | 1             |
| 1995 | Primaverili | -               | -               | -               | -                | 1                 | 2                 | 1             |
| 1995 | Estivi      | 2               | 3               | -               | -                | 2                 | 3                 | 1             |